# T.C.C.P.
T.C.C.P. is de eerste uitgave en daarmee ook de eerste ep van de Amerikaanse punkband The Soviettes. Het is het enige album van The Soviettes waarop drummer Lane Pederson (van de band Dillinger Four) speelt in plaats van Danny Henry.

## Nummers
Kant A
1. "Hot Sauced & Peppered" - 2:34
2. "In The Red" - 1:21

Kant B
1. "Go Lambs Go!" - 1:58
2. "Sandbox" - 1:25

## Band
- Annie Holoien - gitaar, zang
- Maren "Stugeon" Macosko - gitaar, zang
- Susy Sharp - basgitaar, zang
- Lane Pederson - drums